# Lejre
Lejre est une petite ville et municipalité du Danemark, au centre de l'île de Seeland.

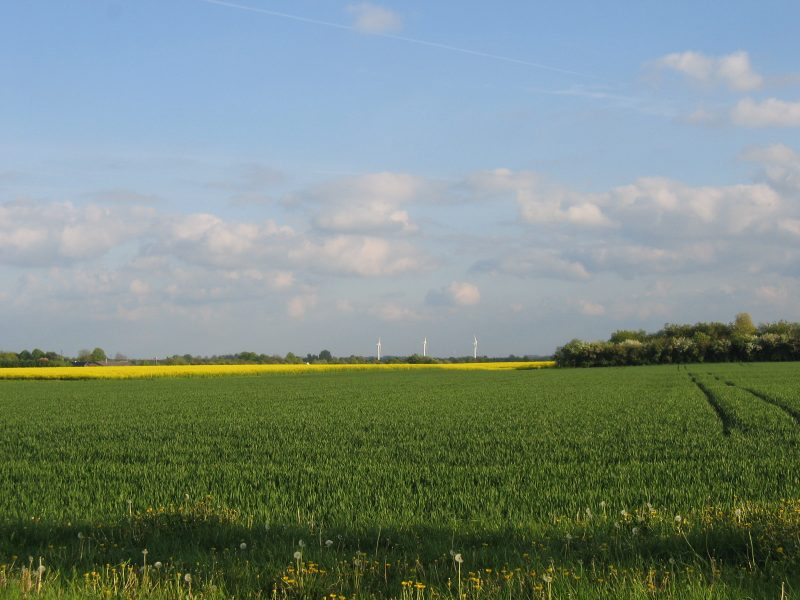
Champ et éoliennes sur la route entre Roskilde et Lejre (Mai 2004)

## Géographie
Située à l'est du Danemark, au centre de l'île de Seeland, Lejre couvre 240 km2 pour une population de 26 603 habitants (1er janvier 2008).
Lejre, se situe à la latitude 55,6048° Nord et à la longitude 11,9588° Est, soit à une dizaine de kilomètres au sud-ouest de Roskilde, qui est la préfecture du département de Roskilde amt.
Lejre est une municipalité plutôt rurale.

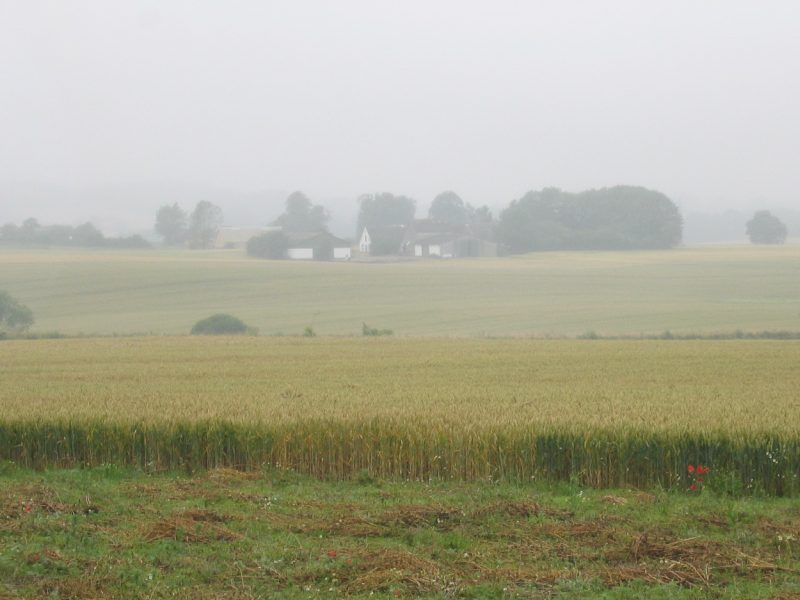
Brumes sur les abords de Lejre (Juillet 2004)

## Organisation
Lejre est une municipalité qui fait partie de Roskilde amt (département).
Elle dispose de sa propre gare ferroviaire, avec une ligne unique qui la relie à Roskilde au nord-est, et à Hvalsø à l'ouest. Le nom complet (rarement utilisé) de Lejre en danois est Lejre stationsby qui fait référence au fait qu'il y a une gare.

## Histoire
Lejre est considéré comme le lieu d'origine de la lignée des Skjöldungar, descendants du roi légendaire Skjöld qui y aurait été installé au IIIe siècle, remontant avant l'âge des Vikings. Les découvertes archéologiques incluant une grande halle confirment le caractère exceptionnel du lieu et l'existence d'un pouvoir local en place à partir de la seconde moitié du VIe siècle relevant d'un noyau de richesse élevé durable dans le temps, d'où son association ultérieure à une lignée légendaire relatée dans la Chronique de Lejre. 
Lejre fut un pôle important du temps des Vikings. On retrouve d'ailleurs dans cette municipalité des tumulus de rois anciens (demi sphère de terre de plusieurs mètres de haut, avec un cœur évidé servant de sépulture).